# Херофил
Херофил (грч. Ἡρόφıλος, Hēróphilos, Калцедон, Битнија 335. п. н. е. –  280. п. н. е. ) био је александријски лекар и један од најзначајнијих анатома старога века. Као клиничар био је следбеник Хипократа, и у дијагностику је увео мерење пулса помоћу воденог сата. Живео је у Александрији, у Египту, великом интелектуалном средишту древног света, у коме су грчке заједнице дуго живеле и у коме се налазила позната Александријска библиотека с више од пола милиона свезака,  касније уништена у пожару. Мало се тога о њему зна, јер нису сачувана његова писана дела, тако да је данс познат само из записа других аутора.

## Живот и каријера
Рођен је у Калцедону,  древном граду  покрај данашњег Истанбула, у Турској, у Битинији или Витинији (антгрч. Βιθυνία [Bithynía, модерно Vithynía])  некадашњој  античкој регији, краљевству и римској провинцији на северозападу Мале Азије, омеђеној Пропонтисом, трачким Босфором и Еуксином (данашње Црно море). Не зна се много о његовом раном животу осим што се преселио у Александрију као прилично млад да би започео школовање.
Као одрасла особа Херофил је био учитељ и аутор најмање девет текстова, почев од његове књиге под насловом, О пулсевима, која је истраживала проток крви из срца кроз артерије, до његове књиге под називом Бабиштво, у којој се говори о трајању и фазама рођење детета. 
Еразистрат је био његов савременик. Заједно су радили у медицинској школи у Александрији за коју се каже да је привлачила људе из целог античког света због Херофилове славе. 
У Александрији се бавио сецирањем, често јавно како би онима који су били фасцинирани објаснио шта ради. Сецирао је многа животињска и људска тела и дошао до важних анатомских открића. Написао је најмање девет дела (коментаре Хипократових афоризама, приручник за примаље, трактат о анатомији и насилној смрти), али она нису сачувана у изворном облику.

### Вивисекције
Једна чињеница ипак засењује каријери и славу овог древног анатома, за кога је наводно аристотелово мишљење - да је истинско познавање телесне структуре могуће остварити искључиво проучавањем живих бића - приморало на вивисекцију људи. Александријски су краљеви, у жељи да њихов град остане водеће средиште уметности и науци, допустили Херофилу да се осуђени злочинци предају анатомима, који су их тада у складу са важећим законима у Александрији сецирали. Били су то призоре неописивих мучења каква су се можда догађала у Херофиловим дворанама за сецирање. Наиме док је он несртене жртве полако резао и отвара и из њихових тела вадиои дрхтаве органе које је потом опипавао и прегледавао двораном одзвањали болни крикови које су пратили  хладни погледи анатома, њихових ученица и помоћника, Не чуди стога што су крсташки писци, попут светог Аугустина и Тертулијана жестоко устали против тих поступака, називајући овог анатома дивљом звери и крвавим месаром. и наводе да је он вивисецирао најмање 600 живих затвореника,  иако за то нема директних доказа.
Његови поступци морају се сагледати у одговарајућем историјском контексту. Римско царство било је у успону. Било је то време када се породичном забавом сматрало гледање гладијатора како комадају једни друге до смрти и дивљих животиња како прождиру људе, друге сличне разоноде. Неки гледаоци тих игара скакли би понекад у арену, како би од гладијатора у агонији пили њихову крв или  резали њихову топлу јетру и затим је јели верујући да то може излечити падавицу.
Након Херофилове смрти 280. године пре нове ере, његови анатомски налази су коришћени у делима других значајних лекара, посебно Галена.
Иако су сецирања вршена и у наредним вековима и средњем веку, сачувано је само неколико увида. Сецирање у циљу стицања знања о људској анатомији почело је поново у раном модерном времену (Андреас Везалијус), више од 1600 година након Херофилове смрти.

## Дело
Херофил је према нногим историчарима медицине заслужним за бројна анатомска открића и описе појединих органа у људском телу. Међу првима је који је разликовао артерије од вена и сматрао да кроз артерије не пролази ваздух већ крв. Та заблуда се можда родила због тога што се артерије, како имају дебели мускуло-еластични зид после смрти стежу па су код мртваца обично празне; а крв, која  је после смрти истиснута из њих испунила вене које имају тање, растегљивије зидове.
Из његових истраживања следио је опис мозга, за који је Херофил сматрао да је седиште нервног система. Живце је разликовао од тетива и делио их је на сензорне и моторне. Херофил је такође описао неке структуре мозга, укључујући ушће синуса у лобању, које носи његово име (torcular Herophili или Херофилова муљача). Пратио је пут живаца до њиховог почетка у мозгу, центар воље и способност размишљања, до удова преко живаца, а не преко артерија, као што се погрешно мислило.
Познати су и његови описи ока и очног живаца, јетре, гуштераче, заушних жлезда и спољашњих полних органа оба пола. Бавио се и породиљством, па је у оквиру тога изумео ембриотом.
Херофил је такође увео многе научне термине који се до данас користе за описивање анатомских феномена. Био је међу првима који је увео појам конвенционалне терминологије, за разлику од употребе „природних имена“, користећи термине које је створио да опише предмете проучавања, именујући их по први пут. Сматра се да је он даон назив дванаестопалачном цреву, односно дуоденуму (који је тако назво зато што је  дугачак дванаест ширина палца) и простати (грчки  prostates, "који стоји испред", зато што се налази испред завршног црева).
Херофил је заслужан за опсежно учење о физиологији женског репродуктивног система. У својој књизи Бабиштво је говорио о фазама и трајању трудноће, као и о узроцима тешког порођаја. Циљ овог рада био је да се бабицама и другим лекарима тог времена помогне да потпуније разумеју процес рађања и трудноћу. Он је такође заслужан за откриће јајне ћелије,  и први је објавио научни опис анатомске структуре која је названа Скенеове жлезде, а 2001. године преименована у женску простату.
Херопхилос је веровао да су вежбање и здрава исхрана саставни део физичког здравља појединца. Једном је рекао да...када је здравље одсутно, мудрост се не може открити, уметност се не може манифестовати, снага се не може напрезати, богатство је бескорисно, а разум немоћан.